# Knjižnica Ivan Vazov u Botevgradu
Knjižnica Ivan Vazov suvremena je obrazovna institucija u bugarskom gradu Botevgradu. Nazvana je po bugarskom pjesniku, romanopiscu i dramatičaru Ivanu Vazovu. 
Knjižnica prikuplja, obrađuje i pohranjuje različite zbirke knjiga, besplatno nudi svoje resurse, služi čitateljima, pruža bibliografske referentne usluge, obavlja organizacijske i metodske funkcije na području Botevgrada. Bavi se podizanjem razine obrazovanja, cjeloživotnim učenjem, društvenom integracijom i širenjem elektroničkog pristupa informacijama.

## Povijest knjižnice Ivan Vazov
Knjižnica "Ivan Vazov" u Botevgradu, osnovana je 1883. godine s osnivanjem čitaonice "Napredak". Početna zbirka knjiga sastojala se od 800 svezaka, koje su donirali stanovnici Botevgrada. U to vrijeme grad se zvao Orhanie.
Organizirana knjižničarska aktivnost započela je još davne 1924. godine, kada je u novootvorenoj zgradi društvenoga centra osigurana specijalizirana prostorija.
Godine 1973. knjižnica je premještena u novu zgradu čitaonice "Hristo Botev". U to vrijeme, njezina zbirka knjiga sastojala se od 45.000 svezaka.
Dana 17. rujna 1981. otvorena je nova zgrada, posebno za knjižnicu "Ivan Vazov" u središtu Botevgrada.
Od 2017. godine knjižnica sadrži više od 84.900 knjiga, časopisa, audiovizualnih dokumenata, grafičkih slika, glazbenih snimaka i dr. Poslužuje 2000 stalnih čitatelja, godišnje posuđuje 48.000 knjižničnih dokumenata i godišnje se posjeti 26.000 puta.
Čitateljima knjižnice nudi se pristup trima odjelima: Odjelu za odrasle, Dječjem odjelu te Referentnom, bibliografskom i informacijskom odjelu. Sva tri odjela nude internetsku vezu.
Od 2003. godine započela je automatizacija glavnih knjižničnih procesa. Knjižnica održava integrirani informacijski sustav knjižnice "E-Lib".
Godine 2007. knjižnica otvara specijaliziranu čitaonicu za studente Međunarodne poslovne škole u Botevgradu.
Dana 2. prosinca 2010. godine, knjižnica "Ivan Vazov" Botevgrad dobiva računalnu i prezentacijsku opremu kao donaciju nevladine udruge "Global Libraries".